# Bildung terroristischer Vereinigungen
Die Bildung terroristischer Vereinigungen ist eine Straftat, die in Deutschland in § 129a StGB normiert ist. Der Straftatbestand wurde durch Gesetz vom 18. August 1976 im Zuge der Bekämpfung des Terrorismus in das StGB aufgenommen und führte den Begriff Terroristische Vereinigung als Rechtsbegriff ein. Die Vorschrift gehört zu einem teilweise als „Lex RAF“ bezeichneten Gesetzesbündel, das mit besonderem Bezug auf die Rote Armee Fraktion (RAF) erlassen wurde.
Die Norm bildet den Kern des deutschen Staatsschutzstrafrechts. Sie erfasst sowohl Gründung als auch Mitgliedschaft und droht dafür eine Freiheitsstrafe von einem Jahr bis zu zehn Jahren bzw., wenn die Straftaten nur angedroht werden sollen, von sechs Monaten bis zu fünf Jahren an. Zwingende Strafverschärfungen gibt es für Rädelsführer und Hintermänner. Auch wer terroristische Vereinigungen unterstützt oder um Mitglieder oder Unterstützer wirbt, kann mit Geldstrafe oder mit einer Freiheitsstrafe belegt werden.
Die aktuelle Fassung gilt seit dem 22. Juli 2017.

## Inhalt

### Terroristische Vereinigung
Der Begriff der Vereinigung ist seit dem 22. Juli 2017 in § 129 Abs. 2 StGB (in Verbindung mit § 129 Abs. 1 StGB) definiert:

„(2) Eine Vereinigung ist ein auf längere Dauer angelegter, von einer Festlegung von Rollen der Mitglieder, der Kontinuität der Mitgliedschaft und der Ausprägung der Struktur unabhängiger organisierter Zusammenschluss von mehr als zwei Personen zur Verfolgung eines übergeordneten gemeinsamen Interesses.“

Eine terroristische Vereinigung muss grundsätzlich keine besonderen politischen/ideologischen oder religiösen Zwecke verfolgen; es genügt, dass die im § 129a Abs. 1 StGB genannten schweren Katalogstraftaten geplant werden. Insofern wird die Überschrift als irreführend angesehen. Nur im Rahmen der in § 129a Abs. 2 StGB genannten, einen geringeren Schweregrad aufweisenden Straftaten sind eine „terroristische Zielsetzung“ und eine „Schädigungseignung als terroristische Qualifizierungsmerkmale“ nötig. Dies gilt auch für Fälle des Absatzes 3 in Verbindung mit Absatz 2.
Denn die strafrechtliche Regelung des § 129a StGB enthält in Abs. 1 keinen Politikvorbehalt; sind die Zwecke der Vereinigung darauf gerichtet, Mord, Totschlag, Entführungen und Geiselnahmen zu begehen, ist sie auch bei gewöhnlichen kriminellen Motiven als terroristisch einzustufen. Dies gilt auch für Völkermord, Verbrechen gegen die Menschlichkeit und Kriegsverbrechen, die für gewöhnlich unter die politischen Verbrechen gerechnet werden. Für andere Straftaten gibt es dagegen eine Art Politikvorbehalt, der dann erfüllt ist, wenn mindestens eine der Taten dazu dienen soll, „die Bevölkerung auf erhebliche Weise einzuschüchtern, eine Behörde oder eine internationale Organisation rechtswidrig mit Gewalt oder durch Drohung mit Gewalt zu nötigen oder die politischen, verfassungsrechtlichen, wirtschaftlichen oder sozialen Grundstrukturen eines Staates oder einer internationalen Organisation zu beseitigen oder erheblich zu beeinträchtigen“, und „durch die Art ihrer Begehung oder ihre Auswirkungen einen Staat oder eine internationale Organisation erheblich schädigen kann“. In jedem Fall können auch Täter, denen (persönlich) keine politischen Motive nachzuweisen sind, wegen Mitgliedschaft in oder Gründung einer terroristischen Vereinigung bestraft werden.

### Verhältnis zu § 129 StGB
Die Norm enthält in den Absätzen 1, 2 und 5 gegenüber § 129 StGB (Bildung krimineller Vereinigungen) Qualifikationstatbestände.
Der dritte Absatz der Vorschrift (ergänze: über Vereinigungen, die Straftaten androhen) bildet hingegen einen eigenständigen Tatbestand.

### Gründung und Mitgliedschaft
Die Tathandlungen des Gründens und des mitgliedschaftlichen Sich-Beteiligens stimmen mit denen im Rahmen der Bildung krimineller Vereinigungen überein. Es wird auf die dortigen Ausführungen verwiesen.
Es ist für Gründung und Mitgliedschaft für die Vereinigungen, die Straftaten ausüben wollen, im Rahmen der Absätze 1 und 2 eine Freiheitsstrafe von einem Jahr bis zu zehn Jahren vorgesehen, wenn die Straftaten nur angedroht werden sollen (Absatz 3), von sechs Monaten bis zu fünf Jahren an.

### Unterstützung und Werbung um Mitglieder oder Unterstützer
Absatz 5 stellt Unterstützung und Werbung um Mitglieder oder Unterstützer unter Strafe. Die Unterstützung ist bei jeder der in den Absätzen 1 bis 3 genannten terroristischen Vereinigungen strafbar. Die Werbung um Mitglieder oder Unterstützer ist lediglich für die in den Absätzen 1 und 2 genannten terroristischen Vereinigungen strafbar.
Zum Begriff und den Voraussetzungen des Unterstützens und der Werbung um Mitglieder oder Unterstützer kann auf die Ausführungen im Rahmen der Bildung krimineller Vereinigungen verwiesen werden.

### Strafverschärfungen für Rädelsführer oder Hintermänner
Absatz 4 enthält eine Qualifikation zu den Absätzen 1 bis 3. Die Rädelsführer oder Hintermänner einer terroristischen Vereinigung sind nach Absatz 4 der Vorschrift schwerer zu bestrafen (echter Qualifikationstatbestand). „Rädelsführer im Sinne des § 129a Abs. 4 StGB ist, wer in der Vereinigung dadurch eine führende Rolle spielt, dass er sich in besonders maßgebender Weise für sie betätigt“. Bezüglich der Hintermänner wird auf die Definition im Rahmen der Bildung krimineller Vereinigungen verwiesen. Liegen die Voraussetzungen der ersten beiden Absätze für Rädelsführer oder Hintermänner vor, ist auf eine Freiheitsstrafe nicht unter drei Jahren zu erkennen, während in den Fällen des dritten Absatzes der Strafrahmen zwischen einem Jahr und zehn Jahren liegt.

## Hintergrund und Entwicklung
Die Norm wurde mit Wirkung ab dem 20. September 1976 in das StGB eingefügt. Durch das Gesetz zur Bekämpfung des Terrorismus vom 19. Dezember 1986 (BGBl. 1986 I S. 2566) wurde sie geändert und in der Strafandrohung verschärft. Den Abs. 1 Nr. 3 änderte der Gesetzgeber im Rahmen des sechsten Gesetzes zur Reform des Strafrechts und passte damit den Katalog der neuen Nummerierung an.
Nr. 1 des ersten Absatzes wurde schließlich durch das Gesetz zur Einführung des Völkerstrafgesetzbuches vom 26. Juni 2002 modifiziert.
Der Rat der Europäischen Union hatte am 13. Juni 2002 in einem Rahmenbeschluss die Mitgliedstaaten aufgefordert, angesichts der Bedrohungen durch den internationalen Terrorismus die entsprechenden Strafgesetze zu ergänzen.
So wurde die Vorschrift durch das Gesetz zur Umsetzung des Rahmenbeschlusses (BGBL I 2836) am 22. Dezember 2003 grundlegend geändert. Neben einer Ergänzung des ersten Absatzes wurde der zweite Absatz mit den Nummern 1, 3, 4 und 5 neu gefasst und der dritte Absatz, der einen leichteren Strafrahmen von sechs Monaten bis zu fünf Jahren vorsieht, neu eingefügt.
Die Vorschrift Kriminelle und terroristische Vereinigungen im Ausland des § 129b wurde im Rahmen des 34. Strafrechtsänderungsgesetzes eingefügt. Mit ihr reagierte der Gesetzgeber auf die Terroranschläge am 11. September 2001.
Die Vorschrift besagt: „Die §§ 129 und 129a gelten auch für Vereinigungen im Ausland“, schränkt dies jedoch ein und spezifiziert die Geltungsbedingungen. Die Auslands-Regelung wurde auf die Sauerland-Gruppe angewandt, die wegen Zugehörigkeit zur Islamische Dschihad-Union (IJU), einer Splittergruppe der Islamischen Bewegung Usbekistans, verurteilt wurde.
Weniger als drei Prozent der Ermittlungsverfahren, die in den 1990er Jahren auf Grund des § 129a StGB eingeleitet wurden, endeten mit einem gerichtlichen Urteil.

## Kritik
Für Thomas Fischer wirft die Vorschrift einige Probleme auf, da sie einen nur „schwer fassbaren Bereich persönlicher (Fehl-) Vorstellungen“ einbeziehe.
Da nach dem § 129a StGB Personen verurteilt werden können, denen abgesehen vom Verstoß gegen diesen Paragraphen keine weiteren Straftaten nachgewiesen wurden, bemängelten Kritiker die Kriminalisierung bislang als unbescholten geltender Personen.
Eine Verurteilung wegen Mitgliedschaft in einer terroristischen Vereinigung kann Folgen für die Beweisführung in anderen Strafsachen haben. So wurden mehrere RAF-Mitglieder für Straftaten verurteilt, bei denen ihre Beteiligung nicht im Einzelfall nachgewiesen war. Es wurde argumentiert, dass Angeklagte Mitglieder der RAF gewesen seien und diese sich öffentlich zu der Tat bekannt habe, was als Geständnis der Angeklagten zu werten sei.
Der § 129a StGB gilt bei einigen Kritikern als „Gummiparagraph“, wobei vorgeworfen wird, dass unter dem Vorwand der Terrorismusbekämpfung politischer Aktivismus über die „normalen“ Strafandrohungen hinaus unter Strafe gestellt werde.
Hans-Christian Ströbele schrieb 1998 dazu:
„Der bundesdeutsche Rechtsstaat ging und geht über Bord bei der Bekämpfung seiner Feinde aus der RAF.“
Kritiker sehen im § 129a StGB eine unlautere Präventionsstrafnorm, die – wie selbst der Bundesgerichtshof (BGH) 1978 feststellte – eine Strafbarkeit „schon weit im Vorfeld der Vorbereitung konkreter strafbarer Handlungen“ begründet. Zum Teil wird die Existenz einer derartigen prozessualen Schlüsselnorm im materiellen Recht in der Rechtswissenschaft als verfassungswidrig eingestuft.
Der Bund demokratischer Wissenschaftlerinnen und Wissenschaftler vertritt die Ansicht, dass der „Gummiparagraph“ geschaffen worden sei, um bloße organisatorische Aktivitäten auch ohne konkrete Verletzung eines Rechtsgutes ausforschen zu können. Er diene dazu, politische Initiativen einzuschüchtern und Daten zu sammeln. Diese Daten blieben auch dann gespeichert, wenn die Ermittlungsverfahren eingestellt würden.
Die Linke, insbesondere Ulla Jelpke, setzt sich für die Abschaffung des § 129a ein.

## Fallbeispiele
Im Bückeburger Prozess 1979 sah das Oberlandesgericht Celle die Mitgliedschaft der Angeklagten Schulte, Wegener, Rohwer und Puls in einer terroristischen Vereinigung als erwiesen an.
Beispiele für die teilweise umstrittene Anwendung des Paragraphen:
- das Ermittlungsverfahren gegen den Sozialwissenschaftler Andrej Holm[21]
- das nach drei Jahren aufgehobene Urteil zu fünf Jahren Haft gegen Ingrid Strobl[22]
- ein ca. zwei Jahre dauerndes, unter Einsatz sämtlicher zur Verfügung stehender Ermittlungsmaßnahmen ergebnislos durchgeführtes Ermittlungsverfahren ohne Anfangsverdacht gegen elf zum Teil jugendliche Personen.[23] Der Staatsschutzsenat des Flensburger Landgerichts und das Landgericht Karlsruhe erklärten den in diesem Verfahren angewandten Großen Lauschangriff grundsätzlich und in der Art der Ausführung für rechtswidrig.[24]
- die rechtswidrige, rund sieben Jahre andauernde Observierung von drei Personen ohne ausreichenden Tatverdacht[25]

im Kontext des Bürgerkrieges in Syrien:
- Ende November 2018 wurde gegen 14 in Syrien befindliche Deutsche wegen des Verdachts der Mitgliedschaft in einer terroristischen Vereinigung nach § 129a ermittelt.[26]
- Am 16. Juni 2021 verurteilte das OLG Düsseldorf drei Angeklagte wegen der mitgliedschaftlichen Beteiligung bzw. Unterstützung einer terroristischen Vereinigung im Ausland (IS in Syrien) zu langjährigen Haftstrafen.[27]